# Exideuil
Exideuil é uma comuna francesa na região administrativa da Nova Aquitânia, no departamento de Charente. Estende-se por uma área de 20,56 km². Em 2010 a comuna tinha 1 041 habitantes (densidade: 50,6 hab./km²).